# Ungarischer Flieder
Der Ungarische Flieder (Syringa josikaea) ist ein Strauch mit lilapurpurnen Blüten aus der Familie der Ölbaumgewächse (Oleaceae). Das natürliche Verbreitungsgebiet liegt in Ost- und Südosteuropa. Die Art wird häufig als Zierstrauch verwendet. 

## Beschreibung
Der Ungarische Flieder ist ein 3 bis 4 Meter hoher, steif aufrechter Strauch mit dicken, anfangs schwach behaarten und mit verstreuten Korkporen besetzten Zweigen. Endknospen sind vorhanden. Die Laubblätter sind in Blattstiel und Blattspreite gegliedert. Die Blattspreite ist einfach, 6 bis 12 Zentimeter lang, elliptisch bis länglich elliptisch, spitz oder zugespitzt, mit breit keilförmiger oder abgerundeter Basis und fein gewimpertem Blattrand. Die Blattoberseite ist tiefgrün, etwas glänzend und kahl, die Unterseite ist graugrün. Die Blattadern sind zerstreut behaart, verkahlen jedoch.
Die Blüten wachsen in 10 bis 18 Zentimeter langen, schmal kegelförmigen, fein behaarten und meist mehr oder weniger aufrecht stehenden Rispen. Die Blüten sind lilapurpurn und haben eine 1 bis 1,5 Zentimeter lange Kronröhre mit eiförmigen, mehr oder weniger aufrechten Zipfeln. Die Staubbeutel stehen etwas über der Mitte der Kronröhre. 
Der Ungarische Flieder blüht von Mai bis Juni.
Die Chromosomenzahl beträgt 2n = 44.

## Verbreitung
Das natürliche Verbreitungsgebiet liegt in Europa im Karpatengebiet der Ukraine und Rumäniens. Der Ungarische Flieder wächst in artenreichen Wäldern auf frischen bis feuchten, sauren bis neutralen, sandig-humosen bis lehmig-humosen Böden an sonnigen bis lichtschattigen Standorten. Die Art ist wärmeliebend und meist frosthart. Sie wird der Winterhärtezone 5a zugeordnet mit mittleren jährlichen Minimaltemperaturen von −26,0 bis −23,4 °C.

## Systematik
Der Ungarische Flieder (Syringa josikaea) ist eine Art aus der Gattung der Flieder (Syringa) in der Familie der Ölbaumgewächse (Oleaceae). Dort wird sie der Tribus Oleeae zugeordnet. Die Art wurde von Heinrich Gottlieb Ludwig Reichenbach 1830 erstmals wissenschaftlich gültig  beschrieben. Der Gattungsname Syringa wurde von Linné 1753 gewählt, zuvor ab dem 16. Jahrhundert wurde der Name sowohl für den Gemeinen Flieder (Syringa vulgaris) als auch für den Europäischen Pfeifenstrauch (Philadelphus coronarius) verwendet. Der Name kann wahrscheinlich von der griechischen „syrigs“ abgeleitet werden, einem Blasinstrument, das man aus den Ästen des Pfeifenstrauchs herstellen kann. Das Artepitheton josikaea verweist auf das Adelsgeschlecht „Josika de Branyicska“ aus Siebenbürgen im Verbreitungsgebiet der Art.

## Verwendung

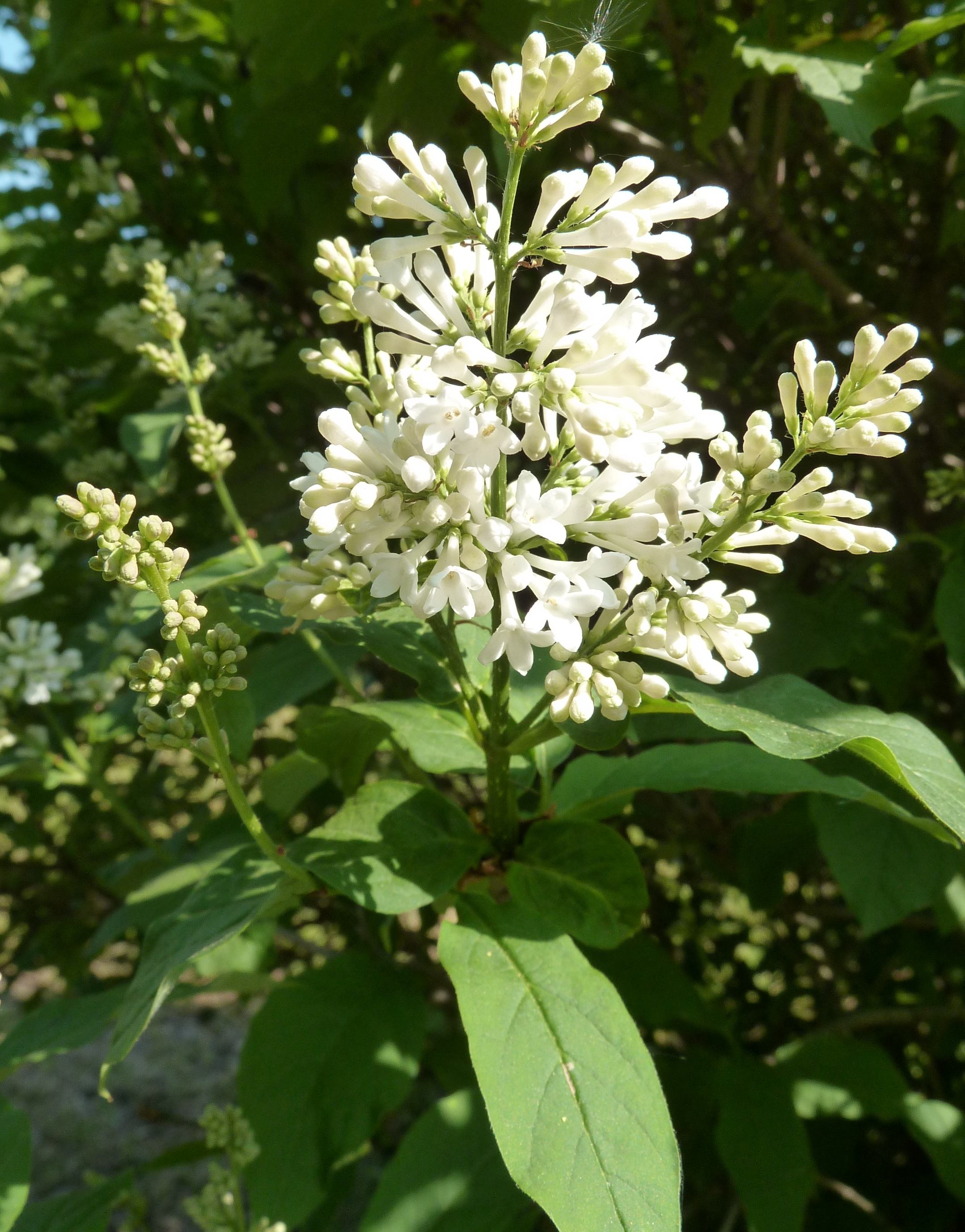
Blütenstand des Kultivars Syringa josikaea cv. 'Holger'

Der Ungarische Flieder wird sehr häufig aufgrund seiner dekorativen und duftenden Blüten als Zierstrauch verwendet.

## Nachweise